# Афоніно (Сергіївське сільське поселення)
Афоніно (рос. Афонино) — присілок в Дубровському районі Брянської області Російської Федерації.
Населення становить 134 особи. Входить до складу муніципального утворення Сергіївське сільське поселення.

## Історія
Від 2005 року входить до складу муніципального утворення Сергіївське сільське поселення.

## Населення
| 2010 | 2013 |
| ---- | ---- |
| 143  | ↘134 |